# Alan
Alan – imię męskie pochodzenia najprawdopodobniej celtyckiego. Może też wywodzić się od nazwy irańskiego plemienia Alanów. Znaczenie tego imienia nie jest dokładnie znane, prawdopodobne znaczenia:
- „mały kamień” lub „przystojny” z języka bretońskiego
- „harmonia” z języka celtyckiego

Imię zostało wprowadzone do Anglii przez Bretończyków po inwazji Normanów na Anglię. Do Polski trafiło z języka angielskiego (jest popularne w krajach anglosaskich) i zaczęło być nadawane częściej w latach 80. XX wieku.
Jego żeńskim odpowiednikiem jest Alana.
Alan imieniny obchodzi 8 września, 14 października, 25 listopada.

## Warianty językowe
- Allen – angielski
- Allan – szkocki
- Alan – irlandzki
- Alun – walijski, rzadko używany poza Walią. Spotykana pisownia: Alyn. (Walijska wymowa to: Alin)
- Alain – francuski
- Alano – hiszpański
- Alin – czeski
- Alanus – łaciński

## Osoby o imieniu Alan

### Święci i błogosławieni Kościoła katolickiego
- bł. Alan de Rupe – teolog (wspomnienie liturgiczne: 8 września)
- bł. Alan de Solminhac – biskup (wspomnienie liturgiczne: 3 stycznia)

### Inne osoby
- Alan z Lille
- Alan III (997–1040) – książę Bretanii, syn księcia Godfryda I i Jadwigi, córki Ryszarda I Nieustraszonego, księcia Normandii
- Alan Alborn
- Alan Alda
- Alan Andersz
- Alan Arkin
- Alan Ball (1945–2007) – angielski piłkarz mistrz świata
- Alan Ball (ur. 1957) – amerykański scenarzysta, reżyser, producent i sporadycznie aktor
- Alan Bates
- Alan Bean
- Alan Brooke
- Alan Bullock
- Alan Cox
- Alan Dean Foster
- Alain Delon
- Alan Greenspan
- Alan Heeger
- Alan Heusaff
- Alan Hinkes
- Allen Iverson
- Alan Jones
- Alan Kay
- Alan King
- Alan Ladd
- Alan Lee (ur. 1947) – brytyjski artysta, autor ilustracji inspirowanych światem J.R.R. Tolkiena
- Alan Lee (ur. 1978) – irlandzki piłkarz
- Alan David Lee – australijski aktor
- Alan Maman
- Alan Marcinkowski
- Alan A. Milne
- Alan Moore
- Alan Edward Mouchawar
- Alan O’Brien
- Alan J. Pakula
- Alain Prost
- Alan Rickman
- Alan Shearer
- Alan Shepard
- Alan Sillitoe
- Alan Silvestri
- Alan Smithee
- Alan Stacey
- Allan Starski
- Alan Turing
- Alan Walker
- Alan White
- Alan Wilder
- Alan Wilson